# Franz Potrykus
Franz Potrykus (* 17. Juni 1887 in Großendorf, Kreis Putzig; †  13. Dezember 1959 in Essen) war ein deutscher Politiker (Zentrum) in Danzig.
Franz Potrykus war Kaufmann in Danzig. 1930 bis 1938 gehörte er für seine Partei, die Zentrumspartei, dem Volkstag also dem Parlament der Freien Stadt Danzig an. 1933 war er Präsident des Volkstages. 1938 legte er nach dem Verbot der Zentrumspartei durch die Nationalsozialisten das Mandat unter Zwang nieder.